# 纖細長鰭蝠魚
纖細長鰭蝠魚（學名：Dibranchus cracens），為輻鰭魚綱鮟鱇目棘茄魚亞目棘茄魚科的其中一種，分布於東南太平洋的加拉巴哥群島海域，屬深海底棲性魚類，棲息深度152-840公尺，本魚頭部寬大，身體相當結實且皮膚強硬，體中央具有大瘤，具有棘且呈放射狀，鰭條在背鰭與尾鰭鰭與胸鰭的背面兩側上有細的小瘤，腹鰭鰭條的腹面有在鰭的基底附近有小瘤，偶鰭相當細長且有鰭薄膜透明，體長可達12.8公分，棲息在底層水域，生活習性不明。

## 扩展阅读
維基物種上的相關：纖細長鰭蝠魚